# 庶妃穆克图氏
庶妃穆克圖氏（亦稱為塞母肯額捏福晉），名塞穆肯。正白旗包衣第一參領第二管領下人，未知是否為辛者庫人。雲騎尉、內管領伍喀（烏喀）之女，清朝順治帝之小福晉級庶妃:212。

## 生平
穆克圖氏本名塞穆肯，滿文寫為「semken」，意為「鐲子」、「釧」:212。目前並不清楚穆克圖氏是在何時被順治帝收為後宮主位。由於順治朝的福晉級嬪御多為蒙古王公之女，而小福晉級嬪御多為八旗出身，並且曾經為順治帝生育子女:17，因此穆克圖氏的初始位份應為格格級，在生育皇子後晉升為小福晉級。順治十七年十二月二十三日辰時，生順治帝第八子永幹（康熙六年十二月初二日卯時夭折）。康熙八年，穆克圖氏與順治帝的其他幾位遺孀一起遷居到長春宮:212。康熙九年，順治帝的遺孀內有六位小福晉，其中董鄂氏、穆克圖氏和唐氏的待遇略高於其餘三位小福晉。康熙十五年，檔案內提及她與庶妃唐氏一起對分配給自己的茶飯人員提出意見，稱她為「塞穆肯之母福晉」。
康熙四十年，內務府討論宮分的奏摺內仍有「塞穆肯母福晉」之名，為宮內僅存的順治帝小福晉級庶妃，位下有九名宮女。穆克圖氏去世後，葬於孝東陵。

## 出身
根據《欽定八旗滿洲氏族通譜》的記載，塞穆肯的家族世居葉赫地方，投入八旗之後被編入正白旗包衣。塞穆肯之父伍喀，仕至內管領、員外郎，有一子扎庫達，亦仕至員外郎，均為內務府中級官員。伍喀在官書中所記的官職與譜牒內所記的官職存有差異，可能是因為他的雲騎尉爵位後來被削掉，或者本身只是雲騎尉品級:212。另外，塞穆肯的家族亦有與當時的近支宗室進行婚配的記錄，如扎庫達之女即以繼妻的身份嫁給清太宗皇太極第十子奉恩輔國公韜塞之孫監察御史額爾格春。